# Simulium guaporense
Simulium guaporense är en tvåvingeart som beskrevs av Py-daniel 1989. Simulium guaporense ingår i släktet Simulium och familjen knott. Inga underarter finns listade i Catalogue of Life.